# Marcello Ferrada de Noli
Marcello Vittorio Ferrada de Noli (Copiapó, 25 de julio de 1943) es Profesor Emérito en epidemiología y Doctor en Medicina en psiquiatría. Obtuvo su PhD en el Instituto Karolinska y un postdoctorado en Harvard Medical School. Distinguido por sus descubrimientos en el campo de la epidemiología, psiquiatría y medicina social (ver Distinciones Académicas). Es escritor y conocido internacionalmente por sus actividades en el campo de los derechos humanos y análisis geopolíticos asociados con el tema;fue el fundador de la ONG Swedish Doctors for Human Rights, SWEDHR. Conocido también como artista pictórico (ver Arte de Noli). El diario La Tercera (Chile) lo describe como "Académico polifacético",[y el diario Il Foglio (Italia) como "célebre epidemiólogo".

## Biografía
Marcello Ferrada de Noli nació en Copiapó, Chile, el 25 de julio de 1943 (82 años), en una familia conservadora, De Noli, de origen italiana y descendientes del navegante y noble genovés Antonio de Noli.Su abuelo Vittorio llega de Génova a Copiapó en 1911, dedicándose al agro y a la industria vitivinícola, siendo reconocido póstumamente como un benefactor de esa ciudad.En 1956 la familia de Marcello Ferrada de Noli se trasladó a Concepción. Su padre era equitador de competencia, ex oficial de Carabineros, empresario y dueño de fábrica. Su madre artista y profesora en la Universidad de Concepción. Está casado con la Profesora Ivonne Fontaine Pepper y tiene su residencia en Italia. Ferrada de Noli tiene siete hijos, dos de los cuales son los escritores suecos Caroline Ringskog Ferrada-Noli y Nicholas Ringskog Ferrada-Noli.  
Ferrada de Noli publica su primer libroen 1962 y a los 24 años (1967) es miembro de la Sociedad de Escritores de Chile.Ha publicado más de 30 títulos (ver sección Libros publicados), incluidas sus obras científicas, de historia política, y literarias.En su libro "Rebeldes Con Causa" (2020)describe su temprana formación ideológica liberal e ingreso a la política revolucionaria de los años 60. En la Revista de Historia de la UdeC, el académico de la U de Chile, Eduardo Téllez Lúgaro, concluye que Rebeldes con causa  "debe  tenerse, de ahora en más, cual fuente primaria de primer orden para lo que fue el transcurrir del Movimiento de izquierda Revolucionaria de Chile".

## Trayectoria académica y profesional
Estudios. Chile: estudios secundarios en el Liceo Católico de Copiapó, Colegio Seminario Conciliar de La Serena y Liceo N.º1 de Concepción. Bachillerato mención Filosofía, Universidad Católica de Valparaíso y Bachillerato mención Letras, Universidad de Chile. Realizó estudios de Derecho, Antropología y Filosofía en la Universidad de Concepción, graduándose 1968 en Filosofía, tesis de grado con calificación máxima. Título de Profesor de Filosofía con distinción unánime por la Universidad de Chile, 1969. Europa: estudió Historia del Arte en Londres (1970). En Suecia completó los estudios del doctorado en psicología aplicada en la Universidad de Lund y su tesis en 1990. Luego, en el Royal Caroline Medico-chirurgical Institute (Instituto Karolinska) de Suecia obtuvo los títulos de Licentiate in Medical Sciences en psiquiatría (1994) y más tarde el doctorado en medicina (Med.dr). USA: Postdoctorado en medicina social en Harvard, Boston, Ma. Research Fellow y Lecturer en Harvard Medical School 1996-1997.    
Carrera académica. Chile: UdeC, 1969, Profesor Auxiliar en la UdeC sede Los Ángeles. 1970, Profesor Titular de Psicología en la Universidad de Chile en Arica. 1972, Profesor de Historia Social del Arte en la U de C. Al Golpe Militar de 1973 era Profesor Titular de Métodos Psicosociales (desde 1971) y Profesor de Análisis Sociológico II en el Instituto de Sociología de la Universidad de Concepción, vicedirector del Consejo de Difusión (UdeC) y presidente regional del CONICYT (Ciencias Sociales) para las universidades de la región sur. En la Facultad de Medicina de la Universidad de Chile fue nombrado en 2006 Profesor Agregado. México: En 1972 publica en México su libro ”Teoría y Método de la Concientización” y es profesor invitado de la Universidad Autónoma de Nuevo León. Europa: Entre 1979-1986 fue investigador en el Depto. Filosofía, y en 1986-1988 Depto. de Psicología, de la Universidad de Estocolmo. Entre 1989-1996 ocupó varios cargos de investigador en el Dpto. Clinical Neuroscience del Instituto Karolinska (Suecia), llegando a Senior Researcher en 1995, y Visiting professor (1998-1999). Entre 1997-1999, Professor en la Universidad de Tromsø y Associate Professor en la Universidad de Trondheim, Noruega. En 2000 fue evaluado por comisiones científicas de la Universidad de Bergen (Noruega) como Profesor (catedrático) en Cross-cultural psychology y otra especialidad, y luego en Suecia fue Profesor de Epidemiología (catedrático) en la Universidad de Gävle. Terminó su carrera académica activa en Suecia como jefe del Grupo de Investigación International and Cross-cultural Injury Epidemiology en el Instituto Karolinska. África: En 2009-2011 es Profesor Invitado en el Departamento de Inmunología de la Universidad de Estocolmo y participa en Camerún, como profesor de métodos de investigación en epidemiología en programas de posgrado para médicos africanos organizado por esa universidad. Entre 2005-2012 fue designado por el gobierno de Suecia como miembro alternativo en el Consejo de Ética para Investigaciones Científicas (Etikprövningsnämnd)  en Uppsala. 
Actividad profesional: entre 1984-1994 mantuvo la consulta Psykdiagnos Konsult, y prestó servicios profesionales en Sollentuna y Estocolmo, en el Centre for Survivors of Torture and Trauma "CTD", y (ad-honorem) en la Cruz Roja de Estocolmo.

## Política
Marcello Ferrada de Noli ha sido descrito en la prensa sueca como "liberal de izquierda" (vänsterliberal) o "social libertarian".En su artículo "Leftist liberal with some quite conservative anarchist values" (2007), él dice profesar incluso valores conservadores del anarquismo clásico respecto a la privacidad, libertad de expresión, e independencia del estado.En Suecia ha intervenido en el debate público en temas de salud pública,libertad de expresión, temas de integridad personal versus poder estatal, y de política exterior desde una perspectiva pro-paz y antibélica. En Suecia 1984-1985 fue brevemente miembro de Liberales, en un período en que aquella organización tuvo un perfil social-liberal y promotor de los DDHH.
Ideológicamente liberal de izquierda en los orígenes de su vida política, funda a los 16 años el Centro de Alumnos en el Instituto de Humanidades de Concepción (colegio católico del que fue expulsado en diciembre de 1961 por actividades anticlericales).Evolucionando a posiciones de iquierda socialista, a los 17 años era dirigente en el Comité Regional de la Juventud Socialista de Concepción, como secretario de arte y cultura. Luego, a los 22 años, fue uno de los fundadores en 1965 del Movimiento de Izquierda Revolucionaria MIR junto a Miguel Enríquez  y otros 60 participantes, en su mayoría estudiantes de la UdeC. Allí participó como social libertariano.Con Miguel Enríquez había sido amigo desde temprana adolescencia y compañeros de curso y de banco durante los años que estuvo en el Liceo Enrique Molina Garmendia de Concepción.Ferrada de Noli fue coautor junto a Miguel Enríquez y a M. Antonio Enríquez de la “Tesis Político-Militar”, el primer documento histórico aprobado en el Congreso de fundación del MIR. Continuó en el MIR hasta 1977,renunciando a su cargo cuando la nueva dirección propuso una alianza con la Democracia Cristiana junto al Partido Comunista. La Profesora Ivette Lozoya, académica de la Universidad de Valparaíso, describe a Ferrada de Noli como intelectual militante,y sostiene que la "estrategia definida por el MIR en 1965...fue redactada por Miguel Enríquez, Bautista Van Schouwen y Marcello Ferrada de Noli".
En 1961, junto a sus amigos Miguel Enríquez, su hermano M. Antonio Enríquez, Bautista van Schouwen y Jorge Gutiérrez Correa (se aleja del grupo en 1967), había conformado un grupo de estudios denominado Movimiento Socialista de Izquierda (MSI), el que a partir de 1962–1963 se constituye, ya en mayor número, en la fracción secreta "Movimiento Socialista Revolucionario (MSR)".Los miembros del MSR, bajo el liderazgo de Miguel Enríquez, dejaron la Juventud Socialista en febrero de 1964,mientras Ferrada de Noli permanecía en Cuba en donde recibe instrucción militar y conoce a Ernesto Che Guevara.En escritos posteriores, Ferrada de Noli sugiere que su firma en el documento de renuncia al Partido Socialista no fue puesta por él, ya que en febrero de 1964 él se encontraba en La Habana.
En el MIR, su militancia fue considerada como atípica e independiente. Julián Bastías, historiador del MIR, escribe que Ferrada de Noli, era "uno de los dirigentes revolucionarios más originales" en el ámbito universitario, y "uno de los amigos más próximos de Miguel (Enríquez)".Según Bastías, Ferrada de Noli decía ser solo "un francotirador que aplica las políticas del partido".Sus actividades políticas en Chile 1962-1973 se concentran, aparte de funciones ideológicas, exclusivamente en el espacio universitario en Concepción. Allí él agitó las tesis de humanismo socialista y propiciaba un debate anticlerical –en sus propias palabras– desde "el perfil anarquista clásico y el perfil liberal de izquierda o humanista”. Fue jefe de la Brigada Universitaria del MIR (estudiantes) en varios períodos 1965-1968,y más tarde jefe de la Brigada Universitaria del MUI-docentes. En 1972 fue elegido por votación de los docentes de la U de C, miembro del Directorio de la Asociación del Personal Docente y Administrativo. El diario La Patria (Concepción) ha descrito a Ferrada de Noli como "uno de los más destacados cerebros del MIR universitario".Como dirigente estudiantil fue miembro del Comité Ejecutivo de la FEC en varios períodos,presidente de centros de alumnos, y elegido, por votación récord, representante estudiantil en el primer Consejo Superior de la UdeC que surge de la Reforma de 1968. La dirección nacional del MIR (dirigida por M. Enríquez), lo propuso como candidato a rector de la UdeC en 1972,para suceder al Dr. Edgardo Enríquez Frödden. Empero, el Secretariado Regional del MIR en Concepción se opuso y favoreció en vez una alianza con la Unidad Popular.

## 1969. Detención, tortura y encarcelamiento
En junio de 1969 el MIR es acusado por el Gobierno del Presidente Eduardo Frei de infringir la Ley de Seguridad Interior del Estado, y Ferrada de Noli, ya docente en la UdeC, figura en la lista nacional de trece dirigentes del MIR contra los cuales se decreta orden de detención. En la lista de buscados figuran también Luciano Cruz (muere en 1971), Arturo Villavela (asesinado en 1983), José Goñi (después Embajador de Chile en EE. UU.), Bautista van Schouwen, Miguel Enríquez, y José Bordas (asesinados en 1973 y 1975, respectivamente). Luego de varios operativos de la Policía Política de Santiago, entre los cuales la prensa de Concepción describe un allanamiento en una propiedad rural de su familia, escapa junto al líder mirista Luciano Cruz. En una posterior oportunidad, según declaraciones de la Policía de Investigaciones a la prensa, "estuvo a punto de caer en poder de los detectives". Al mes siguiente, el 2 de agosto, Ferrada de Noli es finalmente capturado por Carabineros en  Chaimávida y llevado a la Prefectura de Carabineros en Concepción, en donde esperaban periodistas que lo entrevistaron (imagen a la derecha). Esa misma tarde es recogido por efectivos de la Policía Política de Investigaciones los que lo llevan al cuartel de calle Las Heras. Allí es interrogado y se le aplican torturas,permaneciendo desde el viernes 2 en la tarde al lunes 5 de septiembre, cuando, por orden del ministro Enrique Broghamer de la Corte de Concepción, fue llevado en carácter de incomunicado a la Cárcel Pública.El Mercurio (Santiago) informa sobre su detención: ”Cerca de Concepción fue detenido el profesor de filosofía y miembro del Consejo Superior de la Universidad penquista... Se trata de uno de los 13 miristas prófugos de la justicia, contra los que existía orden de detención en el proceso por actividades subversivas del MIR”.

## Resistencia al Golpe de Estado 1973

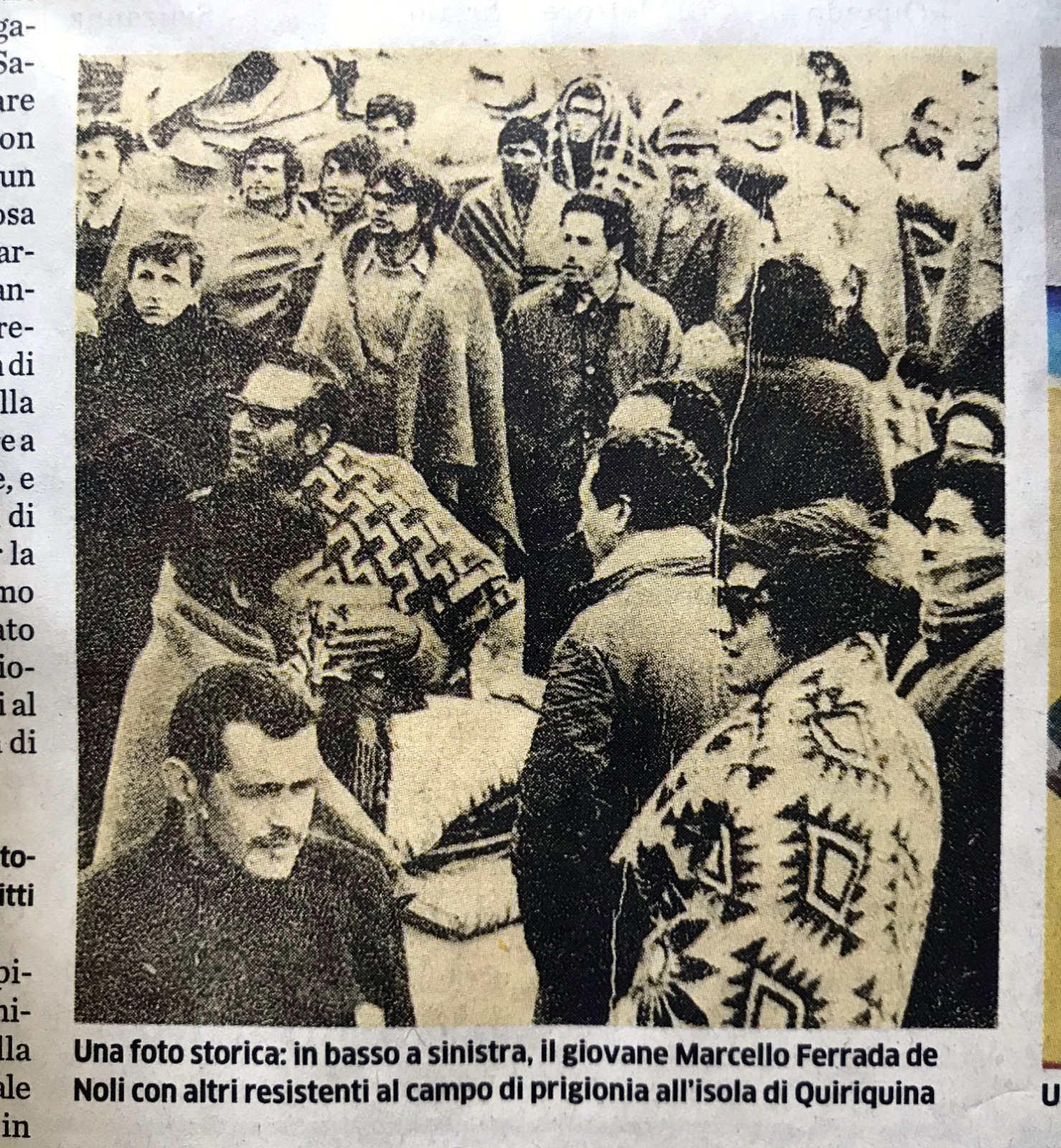
Año 1973. En foto publicada en L'Ecco di Bergamo 20-01-2019 se lee – "Una foto histórica: abajo a la izquierda, un joven Marcello Ferrada de Noli con otros resistentes en el campo de prisioneros Isla Quiriquina"

Al Golpe de Estado de 1973 Ferrada de Noli era profesor titular en la Universidad de Concepción, pero en vez de dirigirse a la universidad, acude a los contactos de su unidad centralizada del MIR en Concepción en acuerdo al Plan Militar de Emergencia del MIR,asumiendo posiciones en el centro de la ciudad. Oscar Guardiola-Rivera, profesor de la Universidad de Londres, en su libro “Story of a Death Foretold: The Coup against Salvador Allende, 11 September 1973"  confirma que Marcello Ferrada de Noli junto con otros miembros del MIR "lanzó operaciones de resistencia la noche del 11 de septiembre en la ciudad de Concepción”. Capturado en octubre de 1973, es detenido primeramente en el Estadio Regional de Concepción y finalmente llevado prisionero a la Isla Quiriquina. Figura con foto en la prensa nacional (La Tercera, 6 de octubre de 1973) entre los "extremistas que atacaron con armas de fuego a las fuerzas militares".Liberado condicionalmente de Isla Quiriquina por intervención de miembros de su familia (oficiales en las fuerzas armadas) y con orden de expulsión del país. MIR lo asigna al Tribunal Russell en Roma, en donde presentó un testimonio basado en su permanencia como prisionero en la isla Quiriquina, y luego a Suecia.Durante la época de la Operación Cóndor, la dirección exterior del MIR lo designa jefe de la unidad de contrainteligencia para los países nórdicos, con base en Suecia, tarea que cumple hasta su renuncia voluntaria al MIR en 1977. 

## Denuncia contra  Pinochet en Europa
En 1998, mientras Ferrada de Noli era profesor en la Universidad de Tromsø, Augusto Pinochet permanecía transitoriamente en Londres. Fue cuando el profesor presentó una denuncia en Oslo, pidiendo la detención y extradición de Pinochet para ser juzgado por abuso de los DD. HH. en Chile, y particularmente por la desaparición de sus amigos Bautista van Schouwen y Edgardo Enríquez Espinosa (hermano de Miguel Enríquez). En un artículo publicado en el periódico sueco Svenska Dagbladet,el profesor hizo un llamado público a los mandatarios de países nórdicos para apoyar la formación de un tribunal europeo con sede en Estocolmo, destinado a juzgar los crímenes de Pinochet en contra de los DDHH. Las iniciativas de Ferrada Noli fueron difundidas por las agencias Associated Press, EFE, y diversos diarios escandinavos y europeos. 

## Investigación científica
Los trabajos de investigación y otras obras de Marcello Ferrada de Noli han sido citados en 2.970 publicaciones. Como investigador, descubrió marcadores psiquiátricos y epidemiológicos utilizables para identificar riesgo de suicidio en contextos transculturales, dando base a una actualización de instrumentos de diagnóstico para emergencias psiquiátricas. E.g. (1998) correlaciones entre diagnósticos de Estrés postraumático TEPT e historia de métodos específicos de tortura durante cautividad, presentes en el mecanismo de métodos suicidas. Otros descubrimientos se refieren al incremento en la prevalencia de conductas suicidas asociado con la comorbilidad psiquiátrica del TEPT, especialmente en casos de depresión y debut tardío del diagnóstico TEPT (2004).Investigaciones de Ferrada de Noli habían previamente establecido (1996) que, entre refugiados severamente traumatizados, los síntomas clínicos del TEPT son significativamente más determinantes (de la conducta suicida) que lo que son sus diferencias culturales.
Ferrada de Noli descubrió también que la incidencia en fatalidades por suicidio entre los inmigrantes a Suecia es significativamente mayor en comparación con la población nativa sueca. Primeramente identificado por Ferrada de Noli (1990) como tendencia estadística, en 1994 determinó una "high significant statistical over-representation" de aquel fenómeno, demostrando que el estatus inmigrante es un factor de riesgo para fatalidades suicidas en Suecia.
En 1996 descubrió que el riesgo relativo implicado en el fenómeno suicidio-transcultural en Suecia es 1.5 veces mayor para un inmigrante nacido fuera de Suecia que para un sueco nativo. Constituyendo los inmigrantes el 14 por ciento de la población total del reino de Suecia, sus descubrimientos presentaron relevancia política y necesidad de cambios en las políticas de salud mental preventiva. En 2007 puso en evidencia que la mayoría significante de suicidios juveniles corresponden en Suecia (1995-2005) a jóvenes inmigrantes especialmente venidos de zonas en conflicto bélico o de catástrofe.

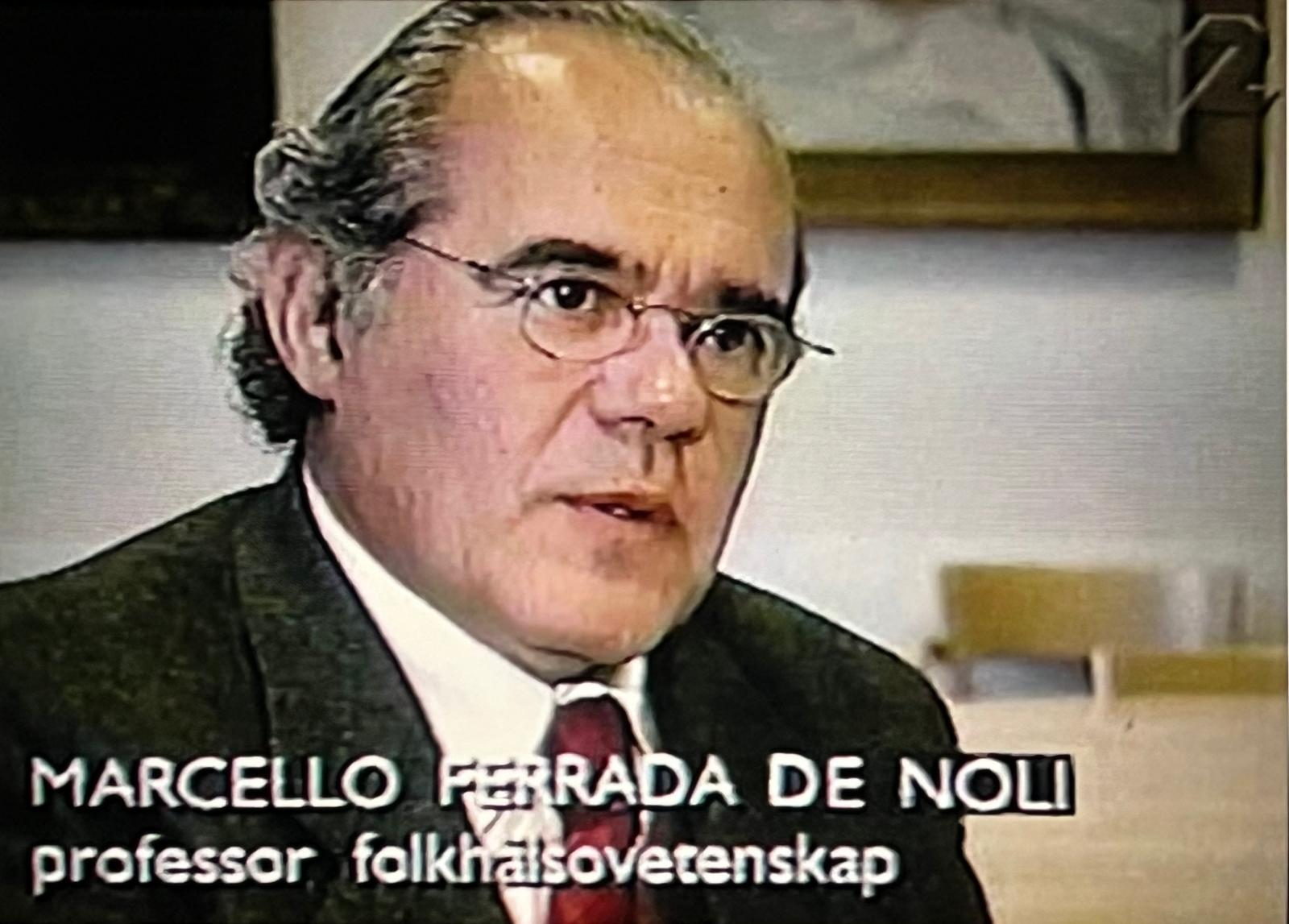
Prof. Marcello Ferrada de Noli, entrevista en Tv2, Suecia, en Dept Neurociencia Clínica, Karolinska Inst., 20.10.2000.

En otro set de descubrimientos epidemiológicos considerados de carácter "pionero", estableció una correlación positiva entre indicadores socioeconómicos de pobreza e incidencia de suicidio. Esto constituyó una reversión de la hipótesis vigente desde cien años hasta entonces, la llamada socioeconomic hypothesis of suicide incidence de la cual había sido autor Émile Durkheim en 1897, y la cual postulaba que "la pobreza es una protección para el suicidio" (poverty is a shield agaisnt suicide).
Las conclusiones de Ferrada de Noli fueron en un comienzo rebatidas por el suicidólogo David Lester, un seguidor en este respecto de la Hipótesis de Durkheim. Sin embargo, estudios publicados en 2010 por Sara Magnusson and Ilka Mäkinen - y realizados con materiales de todas las regiones de Suecia - confirmaron los descubrimientos iniciales de Ferrada de Noli. Otras investigaciones de Ferrada de Noli que han sido objeto de referencias en publicaciones internacionales la constituye su temprana observación (1996) sobre el posible rol del factor genético/étnico en la conducta suicida. Después de su trabajo como jefe del grupo de investigación transcultural sobre epidemiología de heridas en el Instituto Karolinska de Estocolmo, De Noli continuó analizando aspectos epidemiológicos asociados con heridas de guerra en conflictos internacionales contemporáneos. Los hallazgos psiquiátricos y epidemiológicos de Ferrada de Noli están citados en el texto de Psiquiatría del Prof. Jan-Otto Ottosson (edición 2015) usado en facultades de medicina en Suecia. 
Al retirarse de sus tareas académicas, uno de los últimos aportes del Prof. Marcello Ferrada de Noli a la epidemiología psiquiátrica internacional fue como coautor en Oxford Textbook of Suicidology.

## Controversias académicas
Ferrada de Noli se opuso desde el 2000 al establecimiento en Suecia del diagnóstico psicológico "utbrändhet" ("la quemazón"), denominación cercana al "estrés ocupacional" o "burnout",  más tarde ingresado oficialmente en Suecia como utmattningssyndrom (síndrome de cansancio). La argumentación de De Noli, aparecida en las revistas médicas de Suecia y en los diarios DN, Aftonbladet, Svenska Dagbladet,  Expressen  y otros, se basa en que no se ha encontrado una evidencia ni epidemiológica ni científica que respalde conclusivamente aquella proposición de diagnóstico, el cual, según el profesor, sólo se configura a partir de las ideaciones y percepciones subjetivas que un individuo adscribe a su cansancio. "El estar cansado de un trabajo, o de un jefe no constituye enfermedad", resumió él en Aftonbladet. Argumentó también que la postulada prevalencia del diagnóstico únicamente se hacía en esa magnitud en Suecia, y por tanto una validez que no podía probarse ni en Suecia, mucho menos podría realizarse internacionalmente. Su posición recibió una fuerte reacción por parte de la ministra de Industrias Mona Sahlin publicada en Expressen. Ferrada de Noli finalmente resumió sus tesis en la revista sueca de sociología Sociologisk Forskning, bajo el título "Los (invisibles) vestidos quemados del rey".

## Controversias de política internacional
Junto a otros profesores y médicos agrupados en la organización Swedish Doctors for Human Rights SWEDHR, publicó allí investigaciones epidemiológicas y evaluaciones médicas sobre la publicitada actividad de salvamento de vidas reportada por los "Cascos Blancos", una organización operante en la región ocupada por las fuerzas yihadistas opuestas al gobierno de Siria, y financiada por USA, el Reino Unido y otros países de la UE. En 2017 De Noli presentó evidencia cuestionando la veracidad de videos publicados por aquella organización, en lo que se refería a procedimientos del rescate médico observado y por ende puso en duda la existencia del ataque de gas de cloro que los Cascos Blancos reportaron en Sarmin, Idlib, en marzo de 2015.  
Luego que el embajador de Siria ante la ONU hizo uso de las investigaciones de SWEDHR en el Consejo de Seguridad en abril de 2017, la reacción en contra de Ferrada de Noli fue masiva por parte de la prensa sueca y europea que apoyaban a la oposición anti-Assad. El profesor contestó a los ataques de la prensa sueca iniciados en DN  en la revista de la asociación médica de Suecia Läkartidningen   , y a las publicaciones de Le Figaro , Der Spiegel ,  Liberation  y otros a través de The Indicter. En noviembre de 2017 Ferrada de Noli fue invitado a presentar un resumen de sus análisis en el Club Suisse de la Presse  (imagen en The Indicter).  
Un otro análisis epidemiológico de Ferrada de Noli cuestionando las conclusiones preliminares de la Organización para la Prohibición de las Armas Químicas sobre el publicitado ataque químico en Khan Shaykhun, Siria, fue incorporado en 2017 como documento oficial] del Consejo de Seguridad de las Naciones Unidas, a proposición del embajador ruso Vasily Nebenzya.

## Derechos Humanos

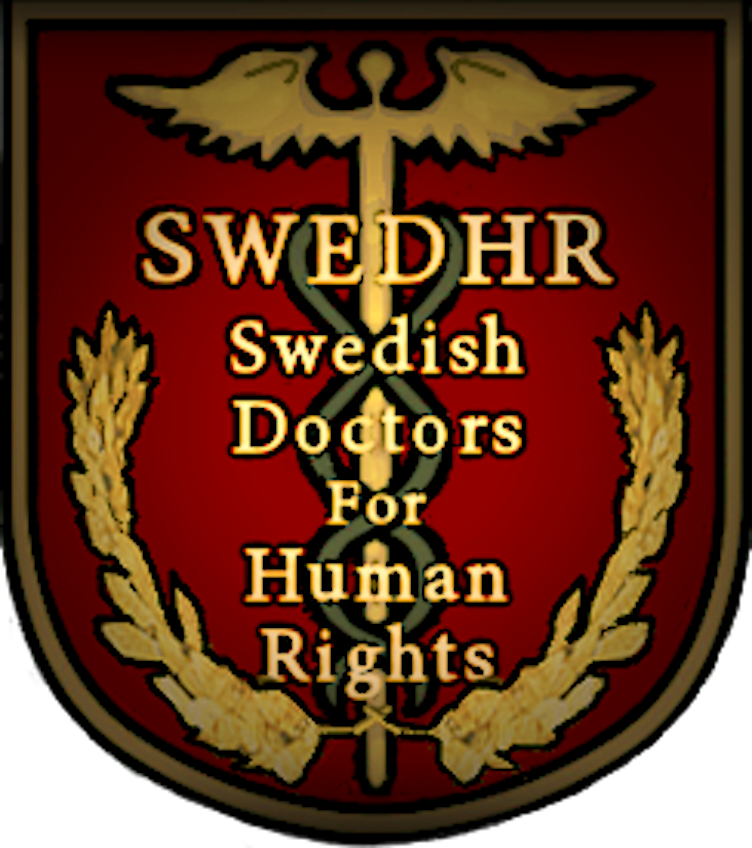
Swedish Doctors for Human Rights (logo).

En 2005 funda un blog de DD. HH. con base en Suecia editado en idioma inglés (The Professors' Blog - Human Rights For All), el cual se centraba en temas de geopolítica y derechos humanos, y con la participación de figuras internacionales activos en DD. HH. Professors Blog (se publicó 2005–2015) llegó a alcanzar cerca de medio millón de visitas según estadísticas. Ferrada de Noli funda en 2015 la revista en línea de geopolítica y derechos humanos The Indicter, que sobrepasó medio millón de visitas en 2021. En 2014 fundó la organización Swedish Doctors for Human Rights (SWEDHR), la cual según la descripción de su sitio swedhr.org/ es una iniciativa para la investigación de crímenes de guerra en contra de poblaciones civiles en cuanto afectan la salud pública, los efectos de la tortura en la salud mental de prisioneros, y las persecuciones de gobiernos en contra de individuos que denuncian atrocidades de guerra o transgresiones a los derechos humanos. La organización desarrolló campañas en favor de la liberación de Julián Assange y de médicos encarcelados, además de apoyar denuncias de la ONG Médicos Sin Fronteras. 

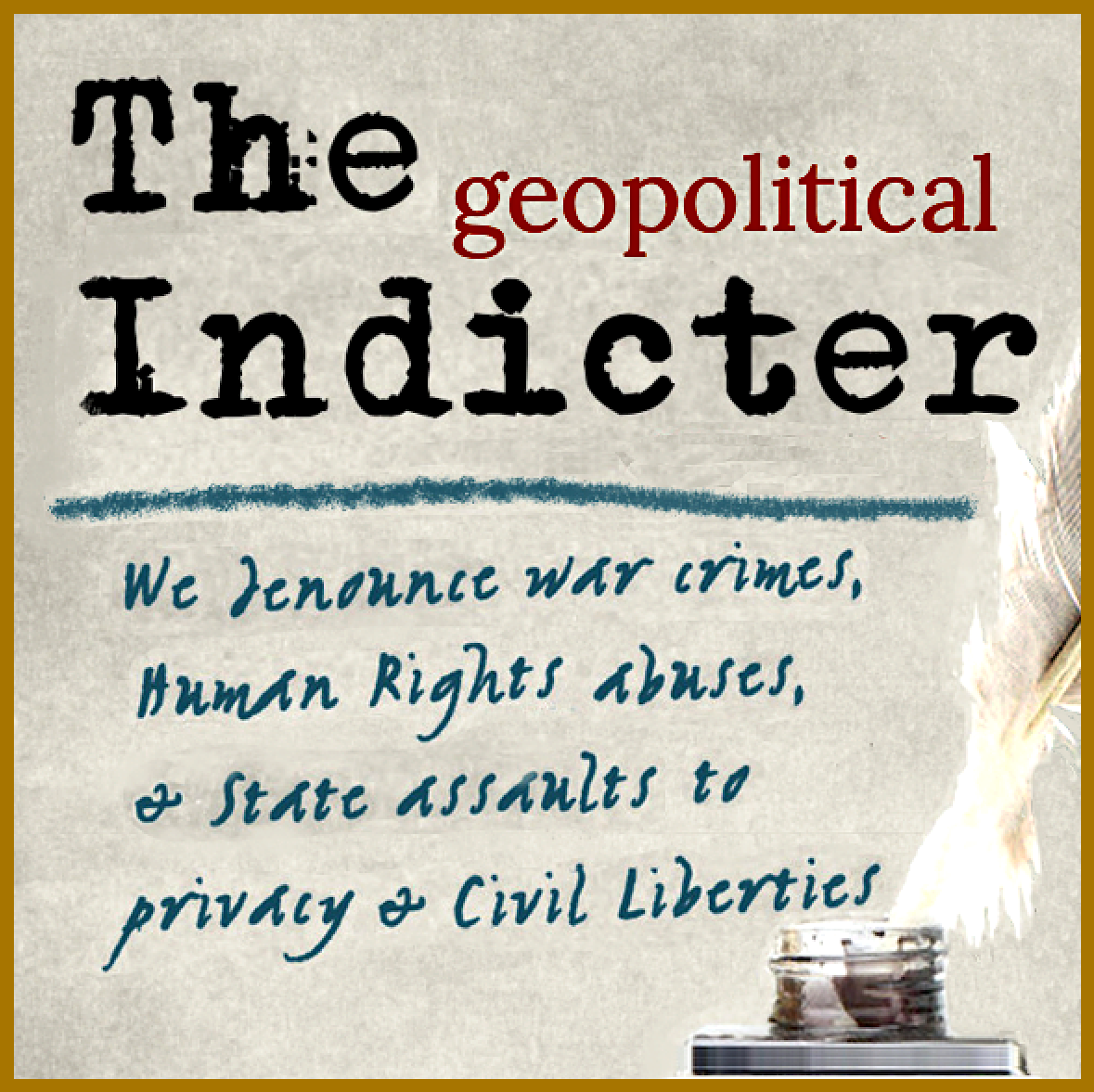
The Indicter (logo)

Ferrada de Noli ha intervenido desde 2010 en la defensa de Julian Assange, el fundador de WikiLeaks.  En su posición de catedrático de universidad escandinava, ha nominado dos veces a Assange al Premio Nobel de la Paz, en 2013 y 2023. También ha denunciado el abandono de la política de neutralidad geopolítica de Suecia. Ferrada de Noli publica una variedad de artículos críticos en referencia a la política exterior de Suecia e incluso tiene una polémica con el ministro sueco de RREE Carl Bildt en Twitter. Esta discusión fue tema en un trabajo de investigación en comunicaciones políticas, en el departamento de Media y Comunicaciones de la Universidad de Estocolmo.  Alrededor de 2014-2016 Professorsblogg también publicó denuncias de violaciones a los derechos humanos en Ucrania en contra de la población de etnia rusa de Ucrania del Este. En Ucrania respondieron incluyendo a Ferrada de Noli en la lista de enemigos de Ucrania llamada Mirotvorets. Ferrada de Noli apoyó la declaración de independencia de las autoproclamadas repúblicas de Lugansk y Donetsk luego del referendum de 2014. En un comienzo él no apoyaba directamente la anexión de las nuevas repúblicas a la Federación Rusa, sino que argumentaba entonces por la independencia de la región de Donbass como nación soberana y "con propio asiento en las ONU". En 2022, en contra de la mayoría de los miembros del directorio de SWEDHR, votó por una resolución de minoría estipulando que  la invasión de las fuerzas armadas de Rusia en Ucrania constituía un acto de autodefensa.

## Libertad de expressión
Ferrada de Noli ha abogado por la abolición del derecho de autor, argumentando (2009) que, siendo la "creación final" de un autor una re-elaboración de creaciones anteriores, inclusive el lenguaje, "los productos culturales y las innovaciones científicas son, en su desarrollo, culturalmente universales y deberían considerarse propiedad colectiva". Plantea la diseminación popular de libros y hallazgos científicos, sin lucro personal o empresarial. En 2013, fundó la empresa editora Libertarian Books Europe, donde sus libros y de otros autores son editados, reproducidos y distribuidos de acuerdo con ese principio. 

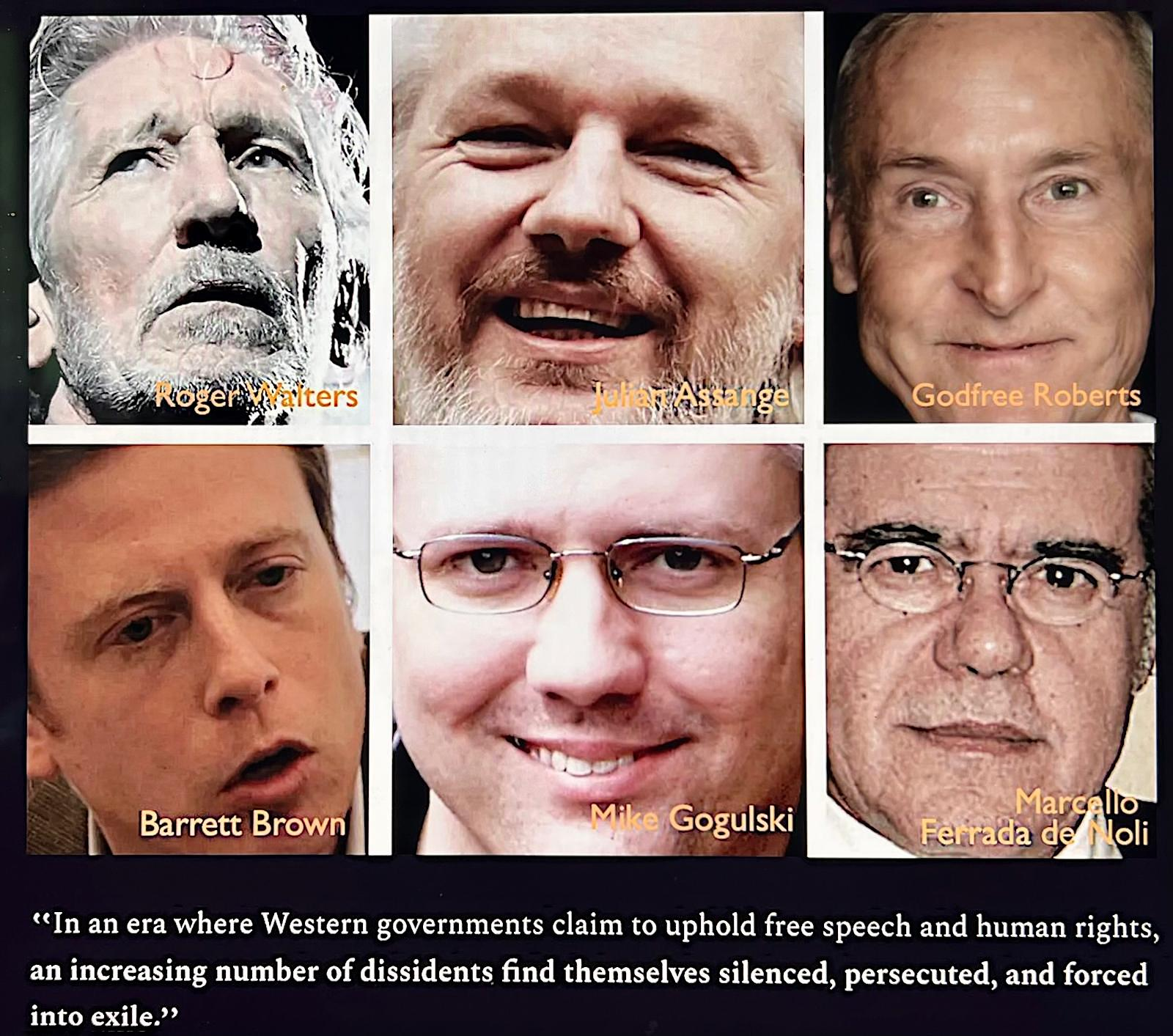
Ilustración en “Los principales disidentes del mundo 2025" ("The World's Top Dissidents 2025").En la imagen junto a Ferrada de Noli: Roger Waters, Julian Assange, Barret Brown et.al.

Intervino en Suecia (2008) en la campaña en contra de la proposición de ley que intentaba dar a la institución estatal Radio Defensa Nacional (FRA), entre otras, "nuevas directrices para regular la vigilancia de Internet". La ley fue finalmente aprobada en el Parlamento. En 2017–2022, Ferrada de Noli fue criticado en medios informativos suecos y europeos, e.g. Svenska Dagbladet, Dagens Nyheter, Expressen, Le Figaro, Spiegel, por su participación en entrevistas televisivas y de prensa rusas sobre temas geopolíticos y/o de epidemiología. El profesor respondió respectivamente en The Indicter, apelando al artículo 19 de la Declaración Universal de los Derechos Humanos, que faculta a cualquier individuo a difundir su opinión "sin limitación de fronteras, por cualquier medio de expresión”.
En publicaciones hechas en Research Gate, The Indicter, Substack, en su libro Human Rights for All y en social media, ha sido crítico de la Ley de Servicios Digitales (Reglamento de Servicios Digitales – DSA) de la Unión Europea, considerando esta ley una forma de "censura" a la libertad de expresión y derechos civiles. En marzo de 2025, dos publicaciones europeas nombran a Ferrada de Noli como uno de "Los 25 principales disidentes del mundo en el exilio que luchan por la libertad de expresión". 

## Distinciones académicas, medallas

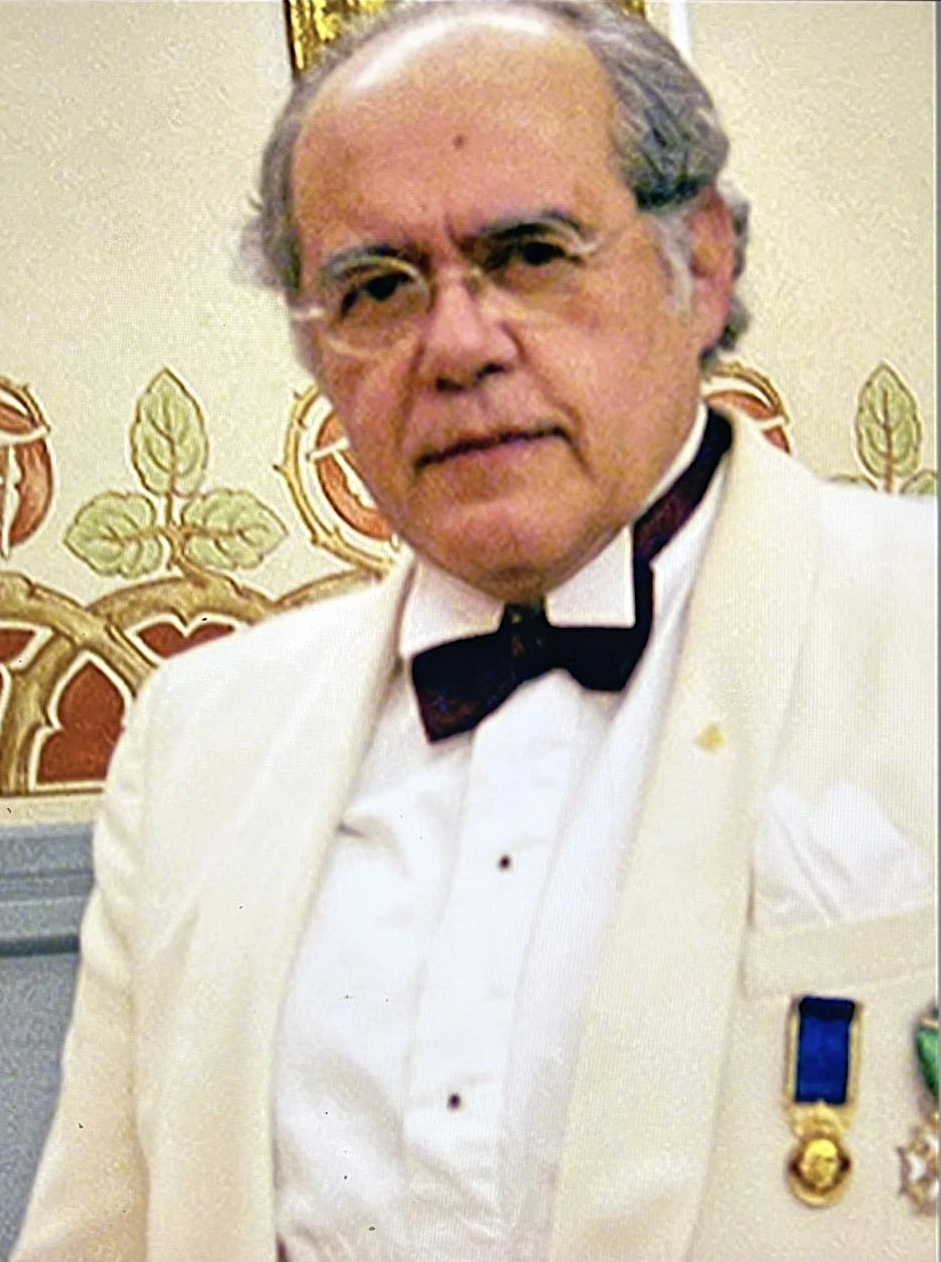
Prof Ferrada de Noli recibe en 2007 la medalla sueca "Por celo y honestidad en servicio del reino".

Recibió en Cuba, el 30 de junio de 2005, la distinción académica "Profesor Invitado" del Rector del Instituto Superior de Ciencias Médicas de La Habana "En reconocimiento a los relevantes méritos científicos y docentes acumulados durante su vida profesional; por su dedicación y entrega al mejoramiento de la vida humana". En el Elogio Académico se lee: "Por su compromiso académico en aras de los pobres del mundo, entregado en una larga e impecable trayectoria científica. Y por su esfuerzo docente en favor de la epidemiología científica." En Santiago de Chile, el 14 de marzo de 2006, recibió del Decano de la Facultad de Medicina de la Universidad de Chile la investidura Profesor Agregado "en mérito a la colaboración entregada a los programas educativos de la Escuela de Medicina". En Monterrey, México, recibió la Mención al Mérito por parte del Rector de la Universidad Autónoma de Nuevo León, 15 de mayo de 1972.  Recibió en 2007 por el Rector de la Universidad de Gävle la medalla gubernamental sueca "För nit och redlighet i rikets tjänst" ("Por celo y honestidad en servicio del reino"),medalla de oro con la efigie del rey Carlos XVI Gustavo de Suecia. En diciembre de 2007 recibe por el prefecto de la Universidad de Gävle "Títle of distinction Professor Emeritus, in value of meritorious academic services”.  
En la actualidad es residente permanente de Italia. 

## Arte de Noli
Ferrada de Noli firma su producción artística como Arte de Noli. Realiza sus primeras exposiciones pictóricas en Europa, en Roma, en Centro Studi Artistici La Giada, Galería Moran, y en Feltrinelli Editore, 1974. En Kulturhuset (Casa de la Cultura de Estocolmo), 1977, organizada por Amnesty International bajo el tema de Los Desaparecidos. La Embajada de Chile en Estocolmo realiza una exposición retrospectiva de sus pinturas y retratos en mayo de 2004.

## Libros publicados
- 1962 Cantos de Rebelde Esperanza (Poesía)[146]
- 1967 No, no me digas señor (Obra de teatro, estrenada 1967, publicada 2012)[147]
- 1969 Universidad y Superstructura (Filosofía)[148]
- 1972 Teoría y Método de la Concientización (Psicología social)[149]
- 1982 The Theory of Alienation and the Diathesis of Psychosomatic Pathology (Filosofía, psiquiatría)
- 1993 Chalice of Love (Filosofía, ficción)[150]
- 1993 Efter tortyr (Contributor author) (Tortura, psiquiatría)[151]
- 1995 Psychiatric and Forensic Findings in Definite and Undetermined Suicides (Epidemiología, psiquiatría forense)[152]
- 1996 Posttraumatic Stress Disorder in Immigrants to Sweden (Psiquiatría)[153]
- 2005 Fighting Pinochet (Testimonio autobiográfico, resistencia, historia)[154]
- 2007 Theses on the cultural premises of pseudoscience (Epistemología)[155]
- 2008 Nelson Gutiérrez y la Vida Ideológica (biografía, historia política)[156]
- 2009 Oxford Textbook of Suicidology and Suicide Prevention (Coautor) (Psiquiatría)[157]
- 2013 Da Noli a Capo Verde (Coautor) (Historia)[158]
- 2013 Antonio de Noli And The Beginning Of The New World Discoveries (Editor) (Coautor) (Historia)[159]
- 2014 Sweden VS. Assange. Human Rights Issues (Geopolítica, DD. HH.)[160]
- 2016 Prólogo a Orígenes del MIR (Política, historia)
- 2018 Aurora Política de Bautista van Schouwen (Book chapter)[161]
- 2018 Con Bautista van Schouwen (Biografía, política, historia)[162]
- 2019 Pablo de Rokha y la joven generación del MIR (Cultura, política, historia)[163]
- 2019 Sweden's Geopolitical Case Against Assange 2010-2019 (Geopolítica, historia, DD. HH.)[164]
- 2020 Rebeldes Con Causa (Autobiografía, política, historia, DD. HH.)[165]
- 2021 Lo Paradojal de la Vida. Reflexiones dialécticas [146]
- 2021 Los que fundamos el MIR (Política, historia)[166]
- 2021 Amore e Resistenza (Poesía)[163]
- 2021 La mujer de Walter y otras historias (Ficción)[167]
- 2021 Kejsarens utbrända kläder (Psiquiatría, epidemiología)[168]
- 2021 Si Bemol de Combate (Poesía)[169]
- 2021 Esistenza Dialettica (Traducción al italiano de Lo Paradojal de la Vida)[170]
- 2021 Mi Lucha Contra Pinochet (Traducción al español de Fighting Pinochet )[171]
- 2022 Cuando conocí al Comandante Che Guevara y su tesis de Humanismo Socialista [172]
- 2023 Road to Malatesta (Filosofía política) [173]
- 2025 Human Rights for All (Política, historia, DDHH, libertad de expressión) [138]
- 2025 Volver a los diecisiete. Diario de Vida de Miguel Enríquez (Biografía, historia) [174]